# Wolmirsleben
Wolmirsleben är en kommun och ort i Salzlandkreis i förbundslandet Sachsen-Anhalt i Tyskland.
Kommunen ingår i förvaltningsgemenskapen Egelner Mulde tillsammans med kommunerna Bördeaue, Börde-Hakel, Borne och Egeln.